# Laura Gibson
Laura Anne Gibson, född 9 augusti 1979 i Coquille i Oregon, är en amerikansk folkmusiker och multiinstrumentalist.

## Diskografi

### Album
Soloalbum
- 2004 – Amends (självutgivet)
- 2006 – If You Come to Greet Me
- 2009 – Beasts of Seasons
- 2012 – La Grande
- 2016 – Empire Builder
- 2018 – Goners

Samarbeten
- 2009 – Bridge Carols (med Ethan Rose)